# Edin Džeko
Edin Džeko (Szarajevó, Jugoszlávia (ma Bosznia-Hercegovina), 1986. március 17. –) bosnyák válogatott labdarúgó, kétszeres angol bajnok, a Fiorentina csatára. Többen is a világ egyik legjobb bosnyák labdarúgójának tartják.
Szülővárosának csapatában, a Željezničarban kezdte pályafutását, innen került a cseh FK Teplicéhez. A 2006-2007-es szezonban második helyen végzett a cseh bajnokság góllövőlistáján. 2007 telén a német VfL Wolfsburg igazolta le. Már a második szezonjában német bajnok lett. A következő idényben a Bundesliga gólkirálya lett 22 góllal. 2011-ben a Manchester Cityhez került, az angol klub 37 millió eurót fizetett érte a Wolfsburgnak. A 2011-2012-es szezonban megnyerte a Premier League-t.

## Pályafutása

### FK Željezničar és FK Teplice
Džeko a FK Željezničar felnőtt csapatában 2003–2004-es idényben debütált, mint középpályás. 40 mérkőzésen 5 gólt lőtt, innen Csehországba költözött az FK Teplicébe 2006-ban. 2005–07-ben játszott itt és 16 gólt szerzett 43 mérkőzésen, ezzel az egyik legjobb gólvágó lett a 2006–2007 idényben. 2005-ben kölcsönjátékosként a cseh FK Ústí nad Labem csapatánál szerepelt, ahol 15 bajnokin 6 gólt szerzett.

### VfL Wolfsburg
A sorozatos jó teljesítmény miatt, felfigyelt rá Felix Magath és 4 millió euróért elvitte a VfL Wolfsburg csapatához. Az első szezonjában (2007–08) 8 gólt szerzett 28 bajnoki mérkőzésen. Az igazi áttörést a második wolfsburgi idénye hozta meg neki. Miután Wolfsburg bosnyák csapattársat szerződtettet Zvjezdan Misimović személyében, Džeko teljesítménye ezek után robbanásszerűen javult. 2009 májusában, Džeko mesterhármast szerzett a TSG Hoffenheim ellen, két héttel később a Hannover 96-nek is hármat lőtt. A szezont 26 bajnoki góllal és 10 gólpasszal zárta 32 bajnoki mérkőzésen. Csapattársával, Grafitevel a Bundesliga történetének legsikeresebb csatárduóját alkották. Ezek után a Bundesliga játékosok az Év labdarúgója díjjal jutalmazták. Az AC Milan komoly érdeklődést mutatót Džeko iránt, de szerződést hosszabbított egészen 2013-ig.
Bundesliga gólkirály lett a 2009-10-es szezonban 22 góllal.
2010. augusztus 28-án Džeko lett az első liga gólkirálya a klub történetében, 96 mérkőzésen 59 gólt jegyzett, meghaladva Diego Klimowiczt, aki 149 mérkőzésen 57 gólt szerzett.

### Manchester City

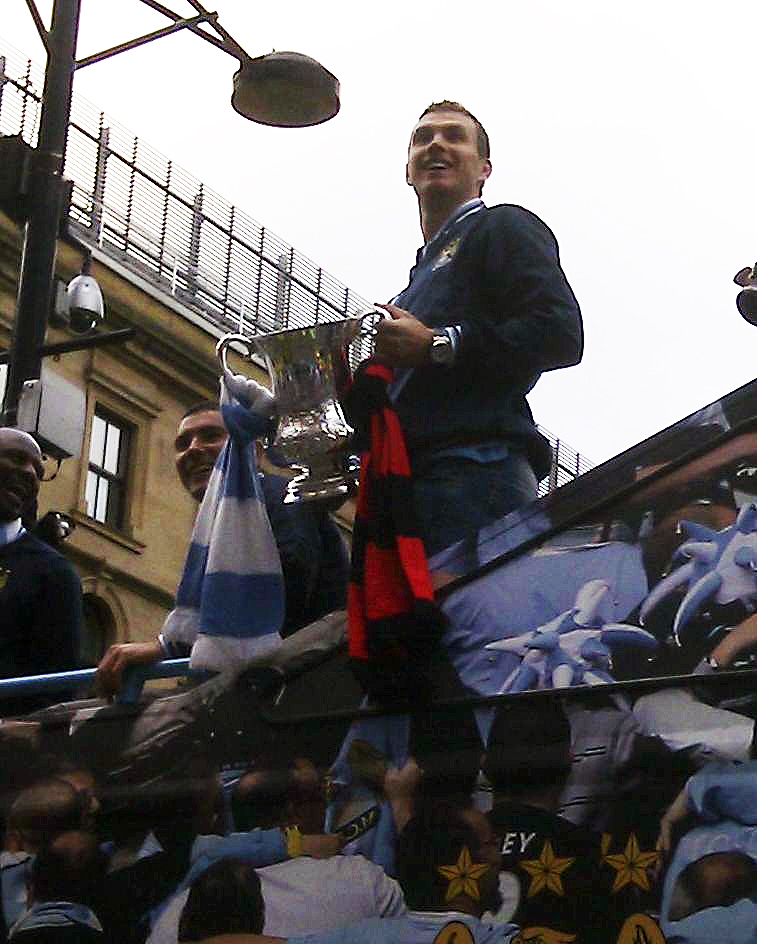
Džeko, a 2011-es FA-kupával.

35 millió euróért szerződött a VfL Wolfsburgtól a Manchester Cityhez, ezzel átigazolási rekordot döntött a német labdarúgó Bundesligában.
2011. január 5-én orvosi vizsgálaton vett részt Londonban, majd Manchesterbe utazott január 7-én. Ezután megerősítették, hogy a Manchester City játékosa lett négy és fél évre.
Első félévében megnyerte csapatával az angol FA-kupát.

### AS Roma
Dzeko előbb 2015-ben kölcsönbe érkezett a Romához, majd egy évvel később 11 millió euróért végleg megvásárolták. Első évében meghatározó tagja volt a csapatnak. Legnagyobb sikere a 2016-17-es gólkirályi cím és a 2017-18-as Bajnokok Ligája 3. helyezés volt.

### Internazionale
2021. augusztus 14-én kétéves szerződést írt alá az olasz Internazionale csapatával.

### Fenerbahçe
2023. június 22-én kétéves szerződést írt alá a török Fenerbahçe csapatával.

### Fiorentina
2025 nyarán 2026. június 30-ig írt alá aFiorentina csapatához, bizonyos feltételek teljesülése esetén automatikusan meghosszabbodik a szerződése egy évvel.

### A válogatottban
Džeko korábban játszott több korosztályos válogatottban is. Ezután 2007. június 2-án debütált a felnőtt válogatottban. A bemutatkozás egészen jól sikerült számára, mert góllal hálálta meg edzője bizalmát, többek között az ő góljának köszönhető hogy csapata (Bosznia-hercegovinai labdarúgó-válogatott) hazai pályán megverte Törökország labdarúgó-válogatottját.

## Sikerei, díjai
- VfL Wolfsburg:
  -  Bundesliga: 2008–09
- Manchester City:
  - FA-kupa: 2011
  - Premier League: 2011–12, 2013-14
  - FA Community Shield: 2012
  - Ligakupa: 2013-14
  -  Internazionale
  - Olasz kupa:2021-22, 2022-23
  - Olasz szuperkupa: 2021, 2022
  - UEFA-bajnokok ligája második hely: 2022-23

## Statisztikája

### Klubcsapatokban
Legutóbb frissítve: 2021. november 24-én lett.
| Klub                        | Szezon   | Liga                   | Liga  | Liga | Nemzeti Kupa | Nemzeti Kupa | Ligakupa | Ligakupa | Nemzetközi kupa | Nemzetközi kupa | Egyéb | Egyéb | Összesen | Összesen |
| Klub                        | Szezon   | Bajnokság              | Mérk. | Gól  | Mérk.        | Gól          | Mérk.    | Gól      | Mérk.           | Gól             | Mérk. | Gól   | Mérk.    | Gól      |
| --------------------------- | -------- | ---------------------- | ----- | ---- | ------------ | ------------ | -------- | -------- | --------------- | --------------- | ----- | ----- | -------- | -------- |
| Željezničar                 | 2003–04  | Bosnyák Premier League | 15    | 2    | 1            | 0            | —        | —        | 1               | 0               | —     | —     | 17       | 2        |
| Željezničar                 | 2004–05  | Bosnyák Premier League | 20    | 1    | 5            | 1            | —        | —        | 0               | 0               | —     | —     | 25       | 2        |
| Željezničar                 | Összesen | Összesen               | 35    | 3    | 6            | 1            | —        | —        | 1               | 0               | —     | —     | 42       | 4        |
| Teplice                     | 2005–06  | Cseh First League      | 13    | 3    | —            | —            | —        | —        | —               | —               | —     | —     | 13       | 3        |
| Teplice                     | 2006–07  | Cseh First League      | 30    | 13   | 3            | 1            | —        | —        | 2               | 0               | —     | —     | 35       | 14       |
| Teplice                     | Összesen | Összesen               | 43    | 16   | 3            | 1            | —        | —        | 2               | 0               | —     | —     | 48       | 17       |
| Ústí nad Labem (kölcsönben) | 2005–06  | Cseh National League   | 15    | 6    | 4            | 2            | —        | —        | —               | —               | —     | —     | 19       | 8        |
| VfL Wolfsburg               | 2007–08  | Bundesliga             | 28    | 8    | 5            | 1            | —        | —        | —               | —               | —     | —     | 33       | 9        |
| VfL Wolfsburg               | 2008–09  | Bundesliga             | 32    | 26   | 2            | 6            | —        | —        | 8               | 4               | —     | —     | 42       | 36       |
| VfL Wolfsburg               | 2009–10  | Bundesliga             | 34    | 22   | 2            | 2            | —        | —        | 12              | 5               | —     | —     | 48       | 29       |
| VfL Wolfsburg               | 2010–11  | Bundesliga             | 17    | 10   | 2            | 1            | —        | —        | —               | —               | —     | —     | 19       | 11       |
| VfL Wolfsburg               | Összesen | Összesen               | 111   | 66   | 11           | 10           | —        | —        | 20              | 9               | —     | —     | 142      | 85       |
| Manchester City             | 2010–11  | Premier League         | 15    | 2    | 2            | 2            | —        | —        | 4               | 2               | —     | —     | 21       | 6        |
| Manchester City             | 2011–12  | Premier League         | 30    | 14   | 0            | 0            | 4        | 3        | 8               | 1               | 1     | 1     | 43       | 19       |
| Manchester City             | 2012–13  | Premier League         | 32    | 14   | 5            | 0            | 1        | 0        | 6               | 1               | 1     | 0     | 45       | 15       |
| Manchester City             | 2013–14  | Premier League         | 31    | 16   | 5            | 2            | 5        | 6        | 7               | 2               | —     | —     | 48       | 26       |
| Manchester City             | 2014–15  | Premier League         | 22    | 4    | 1            | 0            | 2        | 2        | 6               | 0               | 1     | 0     | 32       | 6        |
| Manchester City             | Összesen | Összesen               | 130   | 50   | 13           | 4            | 12       | 11       | 31              | 6               | 3     | 1     | 189      | 72       |
| Roma (kölcsönben)           | 2015–16  | Serie A                | 31    | 8    | 1            | 0            | —        | —        | 7               | 2               | —     | —     | 39       | 10       |
| Roma                        | 2016–17  | Serie A                | 37    | 29   | 4            | 2            | —        | —        | 10              | 8               | —     | —     | 51       | 39       |
| Roma                        | 2017–18  | Serie A                | 36    | 16   | 1            | 0            | —        | —        | 12              | 8               | —     | —     | 49       | 24       |
| Roma                        | 2018–19  | Serie A                | 33    | 9    | 1            | 0            | —        | —        | 6               | 5               | —     | —     | 40       | 14       |
| Roma                        | 2019–20  | Serie A                | 35    | 16   | 0            | 0            | —        | —        | 8               | 3               | —     | —     | 43       | 19       |
| Roma                        | 2020–21  | Serie A                | 27    | 7    | 1            | 0            | —        | —        | 10              | 6               | —     | —     | 38       | 13       |
| Roma                        | Összesen | Összesen               | 199   | 85   | 8            | 2            | —        | —        | 53              | 32              | —     | —     | 260      | 119      |
| Internazionale Milano       | 2021–22  | Serie A                | 13    | 7    | 0            | 0            | —        | —        | 4               | 3               | 0     | 0     | 17       | 10       |
| Összesen                    | Összesen | Összesen               | 544   | 230  | 45           | 20           | 12       | 11       | 111             | 50              | 3     | 1     | 715      | 312      |

1. 1 2  Pályára lépése(i) az UEFA-kupábán.
2. ↑  Pályára lépése(i) az Intertotó-kupában.
3. ↑  Hat pályára lépése és négy gólja a Bajnokok ligájában, Hat pályára lépése és egy gólja Európa-ligában.
4. 1 2 3  pályára lépése az Európa-ligában.
5. ↑  Öt pályára lépése a Bajnokok ligájában, három pályára lépése és egy gólja az Európa-ligában.
6. 1 2 3  Pályára lépése a FA Community Shielden.
7. 1 2 3 4 5 6 7  Pályára lépése a Bajnokok ligájában.
8. ↑  Két pályára lépése a Bajnokok ligájában, nyolc pályára lépése és nyolc gólja az Európa-ligában.

### Válogatottban
Legutóbb frissítve: 2021. október 12-én lett
| Nemzeti csapat      | Év       | Mérk. | Gól |
| ------------------- | -------- | ----- | --- |
| Bosznia-Hercegovina | 2007     | 7     | 1   |
| Bosznia-Hercegovina | 2008     | 6     | 5   |
| Bosznia-Hercegovina | 2009     | 10    | 8   |
| Bosznia-Hercegovina | 2010     | 8     | 3   |
| Bosznia-Hercegovina | 2011     | 10    | 3   |
| Bosznia-Hercegovina | 2012     | 9     | 6   |
| Bosznia-Hercegovina | 2013     | 9     | 7   |
| Bosznia-Hercegovina | 2014     | 10    | 5   |
| Bosznia-Hercegovina | 2015     | 7     | 7   |
| Bosznia-Hercegovina | 2016     | 7     | 4   |
| Bosznia-Hercegovina | 2017     | 6     | 3   |
| Bosznia-Hercegovina | 2018     | 10    | 3   |
| Bosznia-Hercegovina | 2019     | 8     | 3   |
| Bosznia-Hercegovina | 2020     | 5     | 1   |
| Bosznia-Hercegovina | 2021     | 6     | 1   |
| Összesen            | Összesen | 118   | 60  |

### Góljai a válogatottban
| #  | Dátum                | Helyszín                                                     | Ellenfél         | Gól | Végeredmény | Verseny                                    |
| -- | -------------------- | ------------------------------------------------------------ | ---------------- | --- | ----------- | ------------------------------------------ |
| 1  | 2007. június 2.      | Asim Ferhatović Hase Stadium, Szarajevó, Bosznia-Hercegovina | Törökország      | 2–2 | 3–2         | 2008-as Európa-bajnokság-selejtező         |
| 2  | 2008. szeptember 10. | Bilino Polje Stadium, Zenica, Bosznia-Hercegovina            | Észtország       | 5–0 | 7–0         | 2010-es világbajnokság-selejtező           |
| 3  | 2008. szeptember 10. | Bilino Polje Stadium, Zenica, Bosznia-Hercegovina            | Észtország       | 6–0 | 7–0         | 2010-es világbajnokság-selejtező           |
| 4  | 2008. október 11.    | Beşiktaş İnönü Stadion, Isztambul, Törökország               | Törökország      | 1–0 | 1–2         | 2010-es világbajnokság-selejtező           |
| 5  | 2008. október 15.    | Bilino Polje Stadium, Zenica, Bosznia-Hercegovina            | Örményország     | 2–0 | 4–1         | 2010-es világbajnokság-selejtező           |
| 6  | 2008. november 20.   | Ljudski vrt, Maribor, Szlovénia                              | Szlovénia        | 3–1 | 4–3         | Barátságos mérkőzés                        |
| 7  | 2009. március 28.    | Cristal Stadium, Genk, Belgium                               | Belgium          | 1–0 | 4–2         | 2010-es világbajnokság-selejtező           |
| 8  | 1 2009. április 1.   | Bilino Polje Stadium, Zenica, Bosznia-Hercegovina            | Belgium          | 1–0 | 2–1         | 2010-es világbajnokság-selejtező           |
| 9  | 1 2009. április 1.   | Bilino Polje Stadium, Zenica, Bosznia-Hercegovina            | Belgium          | 2–0 | 2–1         | 2010-es világbajnokság-selejtező           |
| 10 | 2009. június 6.      | Stade Pierre de Coubertin, Cannes, Franciaország             | Omán             | 1–0 | 2–1         | Barátságos mérkőzés                        |
| 11 | 2009. augusztus 12.  | Asim Ferhatović Hase Stadium, Szarajevó, Bosznia-Hercegovina | Irán             | 1–0 | 2–3         | Barátságos mérkőzés                        |
| 12 | 2009. augusztus 12.  | Asim Ferhatović Hase Stadium, Szarajevó, Bosznia-Hercegovina | Irán             | 2–0 | 2–3         | Barátságos mérkőzés                        |
| 13 | 2009. október 10.    | A. Le Coq Aréna, Tallinn, Észtország                         | Észtország       | 1–0 | 2–0         | 2010-es világbajnokság-selejtező           |
| 14 | 2009. október 14.    | Bilino Polje Stadium, Zenica, Bosznia-Hercegovina            | Spanyolország    | 1–5 | 2–5         | 2010-es világbajnokság-selejtező           |
| 15 | 2010. június 3.      | Commerzbank-Arena, Frankfurt, Németország                    | Németország      | 1–0 | 1–3         | Barátságos mérkőzés                        |
| 16 | 2010. szeptember 3.  | Stade Josy Barthel, Luxembourg, Luxemburg                    | Luxemburg        | 3–0 | 3–0         | 2012-es Európa-bajnokság-selejtező         |
| 17 | 2010. november 17.   | Štadión Pasienky, Pozsony, Szlovákia                         | Szlovákia        | 3–1 | 3–2         | Barátságos mérkőzés                        |
| 18 | 2011. március 26.    | Bilino Polje Stadium, Zenica, Bosznia-Hercegovina            | Románia          | 2–1 | 2–1         | 2012-es Európa-bajnokság-selejtező         |
| 19 | 2011. október 7.     | Bilino Polje Stadium, Zenica, Bosznia-Hercegovina            | Luxemburg        | 1–0 | 5–0         | 2012-es Európa-bajnokság-selejtező         |
| 20 | 2011. október 11.    | Stade de France, Párizs, Franciaország                       | Franciaország    | 1–0 | 1–1         | 2012-es Európa-bajnokság-selejtező         |
| 21 | 2012. június 1.      | Soldier Field, Chicago, Egyesült Államok                     | Mexikó           | 1–1 | 1–2         | Barátságos mérkőzés                        |
| 22 | 2012. szeptember 7.  | Rheinpark Stadion, Vaduz, Liechtenstein                      | Liechtenstein    | 5–0 | 8–1         | 2014-es világbajnokság-selejtező           |
| 23 | 2012. szeptember 7.  | Rheinpark Stadion, Vaduz, Liechtenstein                      | Liechtenstein    | 6–1 | 8–1         | 2014-es világbajnokság-selejtező           |
| 24 | 2012. szeptember 7.  | Rheinpark Stadion, Vaduz, Liechtenstein                      | Liechtenstein    | 7–1 | 8–1         | 2014-es világbajnokság-selejtező           |
| 25 | 2012. szeptember 11. | Bilino Polje Stadium, Zenica, Bosznia-Hercegovina            | Lettország       | 4–1 | 4–1         | 2014-es világbajnokság-selejtező           |
| 26 | 2012. október 16.    | Bilino Polje Stadium, Zenica, Bosznia-Hercegovina            | Litvánia         | 3–0 | 3–0         | 2014-es világbajnokság-selejtező           |
| 27 | 2013. március 22.    | Bilino Polje Stadium, Zenica, Bosznia-Hercegovina            | Görögország      | 1–0 | 3–1         | 2014-es világbajnokság-selejtező           |
| 28 | 2013. március 22.    | Bilino Polje Stadium, Zenica, Bosznia-Hercegovina            | Görögország      | 3–0 | 3–1         | 2014-es világbajnokság-selejtező           |
| 29 | 2013. június 7.      | Skonto stadion, Riga, Lettország                             | Lettország       | 5–0 | 5–0         | 2014-es világbajnokság-selejtező           |
| 30 | 2013. augusztus 14.  | Asim Ferhatović Hase Stadium, Szarajevó, Bosznia-Hercegovina | Egyesült Államok | 1–0 | 3–4         | Barátságos mérkőzés                        |
| 31 | 2013. augusztus 14.  | Asim Ferhatović Hase Stadium, Szarajevó, Bosznia-Hercegovina | Egyesült Államok | 3–4 | 3–4         | Barátságos mérkőzés                        |
| 32 | 2013. október 11.    | Bilino Polje Stadium, Zenica, Bosznia-Hercegovina            | Liechtenstein    | 1–0 | 4–1         | 2014-es világbajnokság-selejtező           |
| 33 | 2013. október 11.    | Bilino Polje Stadium, Zenica, Bosznia-Hercegovina            | Liechtenstein    | 4–0 | 4–1         | 2014-es világbajnokság-selejtező           |
| 34 | 2014. május 30.      | Edward Jones Dome, St. Louis, Egyesült Államok               | Elefántcsontpart | 1–0 | 2–1         | Barátságos mérkőzés                        |
| 35 | 2014. május 30.      | Edward Jones Dome, St. Louis, Egyesült Államok               | Elefántcsontpart | 2–0 | 2–1         | Barátságos mérkőzés                        |
| 36 | 2014. június 25.     | Arena Fonte Nova, Salvador, Brazília                         | Irán             | 1–0 | 3–1         | 2014-es világbajnokság                     |
| 37 | 2014. szeptember 4.  | Tušanj City Stadium, Tuzla, Bosznia-Hercegovina              | Liechtenstein    | 3–0 | 3–0         | Barátságos mérkőzés                        |
| 38 | 2014. október 13.    | Stadium, Zenica, Bosznia-Hercegovina                         | Belgium          | 1–0 | 1–1         | 2016-os Európa-bajnokság-selejtező         |
| 39 | 2015. március 28.    | Estadi Nacional, Andorra la Vella, Andorra                   | Andorra          | 1–0 | 3–0         | 2016-os Európa-bajnokság-selejtező         |
| 40 | 2015. március 28.    | Estadi Nacional, Andorra la Vella, Andorra                   | Andorra          | 2–0 | 3–0         | 2016-os Európa-bajnokság-selejtező         |
| 41 | 2015. március 28.    | Estadi Nacional, Andorra la Vella, Andorra                   | Andorra          | 3–0 | 3–0         | 2016-os Európa-bajnokság-selejtező         |
| 42 | 2015. június 12.     | Bilino Polje Stadium, Zenica, Bosznia-Hercegovina            | Izrael           | 2–1 | 3–1         | 2016-os Európa-bajnokság-selejtező         |
| 43 | 2015. szeptember 3.  | Baldvin király Stadion, Brüsszel, Belgium                    | Belgium          | 1–0 | 1–3         | 2016-os Európa-bajnokság-selejtező         |
| 44 | 2015. szeptember 6.  | Bilino Polje Stadium, Zenica, Bosznia-Hercegovina            | Andorra          | 2–0 | 3–0         | 2016-os Európa-bajnokság-selejtező         |
| 45 | 2015. november 13.   | Bilino Polje Stadium, Zenica, Bosznia-Hercegovina            | Írország         | 1–1 | 1–1         | 2016-os Európa-bajnokság-pótselejtező      |
| 46 | 2016. március 29.    | Letzigrund, Zürich, Svájc                                    | Svájc            | 1–0 | 2–0         | Barátságos mérkőzés                        |
| 47 | 2016. szeptember 6.  | Bilino Polje Stadium, Zenica, Bosznia-Hercegovina            | Észtország       | 2–0 | 5–0         | 2018-as világbajnokság-selejtező           |
| 48 | 2016. október 10.    | Bilino Polje Stadium, Zenica, Bosznia-Hercegovina            | Ciprus           | 1–0 | 2–0         | 2018-as világbajnokság-selejtező           |
| 49 | 2016. október 10.    | Bilino Polje Stadium, Zenica, Bosznia-Hercegovina            | Ciprus           | 2–0 | 2–0         | 2018-as világbajnokság-selejtező           |
| 50 | 2017. március 28.    | Elbasan Aréna, Elbasan, Albánia                              | Albánia          | 1–0 | 2–1         | Barátságos mérkőzés                        |
| 51 | 2017. szeptember 3.  | Algarve Stadion, Faro, Portugália                            | Gibraltár        | 1–0 | 4–0         | 2018-as világbajnokság-selejtező           |
| 52 | 2017. szeptember 3.  | Algarve Stadion, Faro, Portugália                            | Gibraltár        | 4–0 | 4–0         | 2018-as világbajnokság-selejtező           |
| 53 | 2018. szeptember 1.  | Bilino Polje Stadium, Zenica, Bosznia-Hercegovina            | Ausztria         | 1–0 | 1–0         | 2018–2019-es UEFA Nemzetek Ligája (B liga) |
| 54 | 2018. október 15.    | Stadion Grbavica, Szarajevó, Bosznia-Hercegovina             | Észak-Írország   | 1–0 | 2–0         | 2018–2019-es UEFA Nemzetek Ligája (B liga) |
| 55 | 2018. október 15.    | Stadion Grbavica, Szarajevó, Bosznia-Hercegovina             | Észak-Írország   | 2–0 | 2–0         | 2018–2019-es UEFA Nemzetek Ligája (B liga) |
| 56 | 2019. június 11.     | Juventus Stadion, Totino, Olaszország                        | Olaszország      | 1–0 | 1–2         | 2020-as Európa-bajnokság-selejtező         |
| 57 | 2019. szeptember 5.  | Bilino Polje Stadium, Zenica, Bosznia-Hercegovina            | Liechtenstein    | 3–0 | 5–0         | 2020-as Európa-bajnokság-selejtező         |
| 58 | 2019. szeptember 8.  | Vazgen Sargsyan Republican Stadium, Jereván, Örményország    | Örményország     | 1–1 | 2–4         | 2020-as Európa-bajnokság-selejtező         |
| 59 | 2020. szeptember 4.  | Artemio Franchi Stadion, Florence, Olaszország               | Olaszország      | 1–0 | 1–1         | 2020–2021-es UEFA Nemzetek Ligája (A liga) |
| 60 | 2021. szeptember 1.  | Stade de la Meinau, Strasbourg, Franciaország                | Franciaország    | 1–0 | 1–1         | 2022-es világbajnokság-selejtező           |